# Juan de Palos
Fra Juan de Palos, fou un franciscà llec, natural de Palos de la Frontera, l'últim evangelitzador incorporat a l'expedició encapçalada per fra Martín de Valencia, el 1524, cap a Mèxic, pocs anys després de la conquesta de l'imperi asteca per Hernán Cortés. El palermo havia estat porter a la Casa Grande de Sevilla, on molt probablement havia professat. Els anomenats "Dotze Apòstols de Mèxic" pertanyien a l'orde de Frares Menors de l'Observança, i van ser ells que van començar l'evangelització de la Nova Espanya.
Des de Sevilla es va traslladar amb els seus onze companys a Sanlúcar de Barrameda, i el 25 de gener es van embarcar. El 3 de març van arribar a Puerto Rico, des d'on van partir per a Santo Domingo el dia 13. A finals d'abril eren a Cuba, i als pocs dies van arribar a San Juan de Ulúa, primera terra mexicana, des d'on es van dirigir a peu fins a la ciutat de Mèxic.
Fra Juan de Palos tenia bons dots per a la predicació, la qual cosa va demostrar ensenyant l'Evangeli als indis en llengües mexicanes. Els Dotze es van dividir per predicar a quatre àrees diferents: Texcoco, Tlaxcala, Huejotzingo i Mèxic. Molt aviat els franciscans es van sentir atrets per la Florida, i hi va viatjar fra Juan de Palos en l'expedició capitanejada per Pánfilo de Narváez. No va ser gens fàcil l'evangelització en aquestes noves terres, a causa de la bel·licositat dels seus habitants i la insalubritat de la zona.
Fra Juan de Palos va morir a la Florida el 21 de març de 1527.